# Romería
Romería és una pel·lícula dramàtica del 2025 escrita i dirigida per Carla Simón. És protagonitzada per la novella Llúcia Garcia com a Marina, una jove que busca la veritat sobre el seu difunt pare biològic.
Es va estrenar mundialment a la competició principal del 78è Festival de Cinema de Canes el 21 de maig de 2025 i va arribar als cinemes d'Espanya el 5 de setembre de 2025 a càrrec d'Elastica Films.

## Trama
La Marina, una jove òrfena, viatja a Vigo per buscar informació sobre el seu pare biològic, que va morir de sida. Coneix el seu oncle i la resta de la seva família per part paterna, que són reticents a recordar el passat per vergonya a causa dels problemes dels pares biològics de la Marina amb l'abús de substàncies.

## Repartiment
- Llúcia Garcia com a Marina[3]
- Mitch Martín com a Nuno[3]
- Tristán Ulloa com a Lois[3]
- Celine Tyll
- Miryam Gallego
- Janet Novás
- José Ángel Egido
- Sara Casasnovas
- Alberto Gracia com a Iago

## Producció
Romería es va inspirar parcialment en la pròpia vida de Simón i és una recreació ficcionada de la història de com els seus pares es van conèixer i es van enamorar a Vigo, i com va iniciar-se en l'addicció a les drogues. La protagonista adolescent Marina conforma una mena d'alter ego de Simón.
La pel·lícula és una coproducció d'Elastica Films (amb seu a València) amb Ventall Cinema (de Berlín), Dos Soles Media (amb seu a Premià de Mar) i Romería Vigo AIE (establerta a Barcelona). També va comptar amb el finançament de l'ICAA, l'ICEC, la Xunta de Galícia, Eurimages, Creative Europe MEDIA, FFA, l'administració regional de Madrid, RTVE, Vodafone, Movistar Plus+, Netflix, 3Cat, ZDF/ARTE i The Post Republic. Va comptar amb un pressupost d'uns 3,2 milions d'euros.
El rodatge va començar a Vigo a l'estiu de 2024. El nucli antic de Vigo (i la plaça d'Almeida) va servir de l'ambientació de les Festes del Carme (Festas do Carmen) de Vigo de 2004.
Està rodada en castellà, català, gallec i francès.

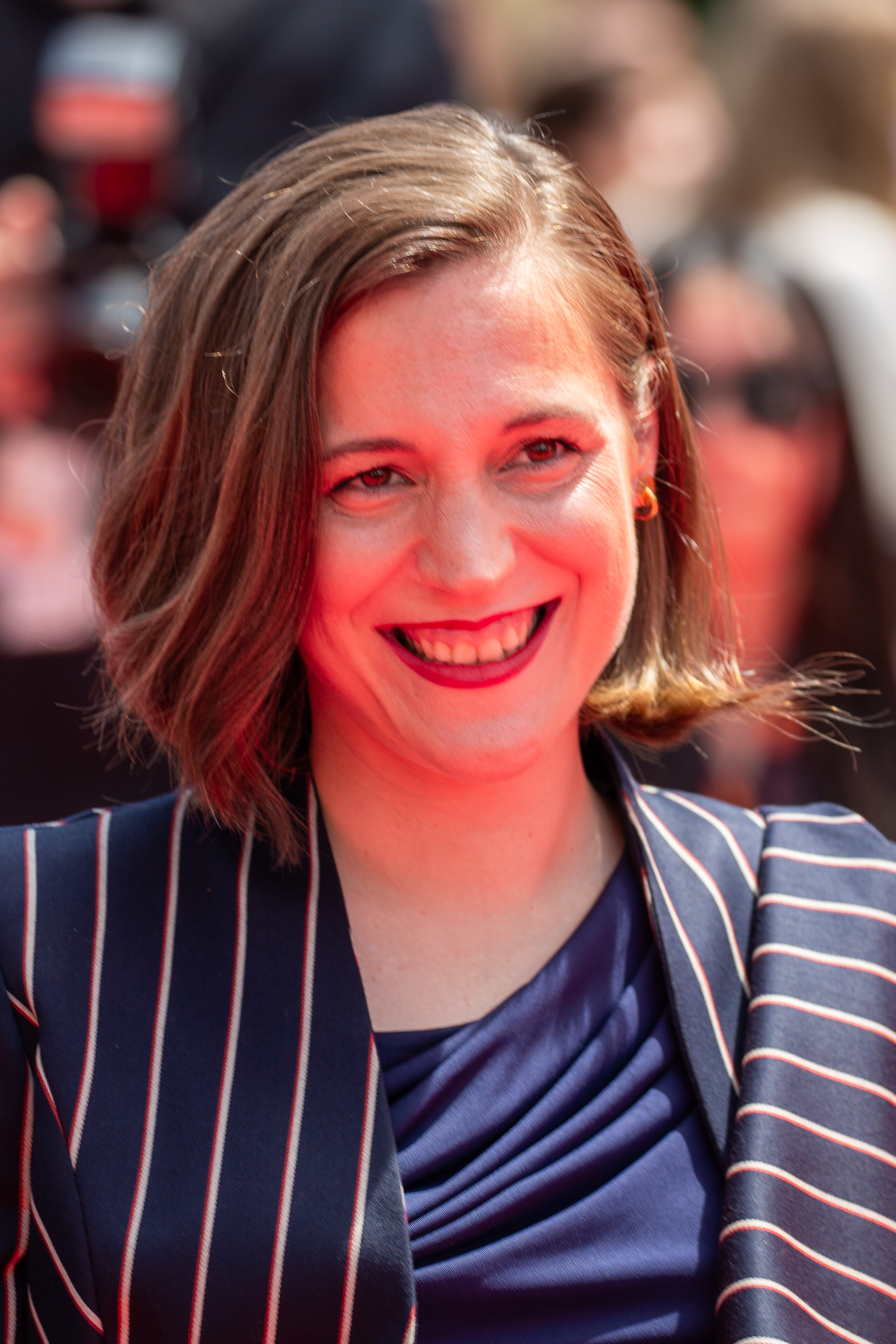
Simón durant el Festival de Canes de 2025.

## Estrena
Abans de l'inici de la producció, es va planejar provisionalment que la pel·lícula s'estrenés al llarg del 2025. Seleccionada per a la competició del Festival de Cinema de Canes de 2025, la pel·lícula es va estrenar el 21 de maig al Grand Théâtre Lumiére. La distribuïdora Elastica va programar l'estrena als cinemes d'Espanya pel 5 de setembre de 2025. mk2 Films va adquirir els drets de venda internacionals.